# Abdi Bile
Abdi Bile, född 28 december 1962 i Las Anod, är en tidigare somalisk friidrottare (medeldistans).
Bile blev vid VM 1987 den första somaliske världsmästaren i friidrott när han vann 1.500 meter. Vid VM i Stuttgart 1993 tog han brons på 1.500 meter och slogs ut i försöken på 800 meter. VM 1995 blev ett misslyckande då han bara blev sjua på 1.500 meter. Biles sista stora mästerskap blev OS 1996 där han slutade på sjätteplats.

## Personliga rekord
- 800 meter - 1:43,60
- 1.500 meter - 3:30,55
- 1 mile - 3:49,40